# Wendlandia arborescens
Wendlandia arborescens är en måreväxtart som beskrevs av John Macqueen Cowan. Wendlandia arborescens ingår i släktet Wendlandia och familjen måreväxter. Inga underarter finns listade i Catalogue of Life.